# Věra Kočvarová
Věra Kočvarová (14. července 1915 Praha – 20. října 2013 Praha ) byla česká zpěvačka a spoluzakladatelka Sester Allanových. Vyučila se drogistkou a byla členkou Kühnova sboru. Následně se dostala do kabaretu Červená sedma, kde několik skladeb nazpívala Karlu Hašlerovi a ten dal souboru frivolní název Pražská děvčátka.

## Nejznámější hity

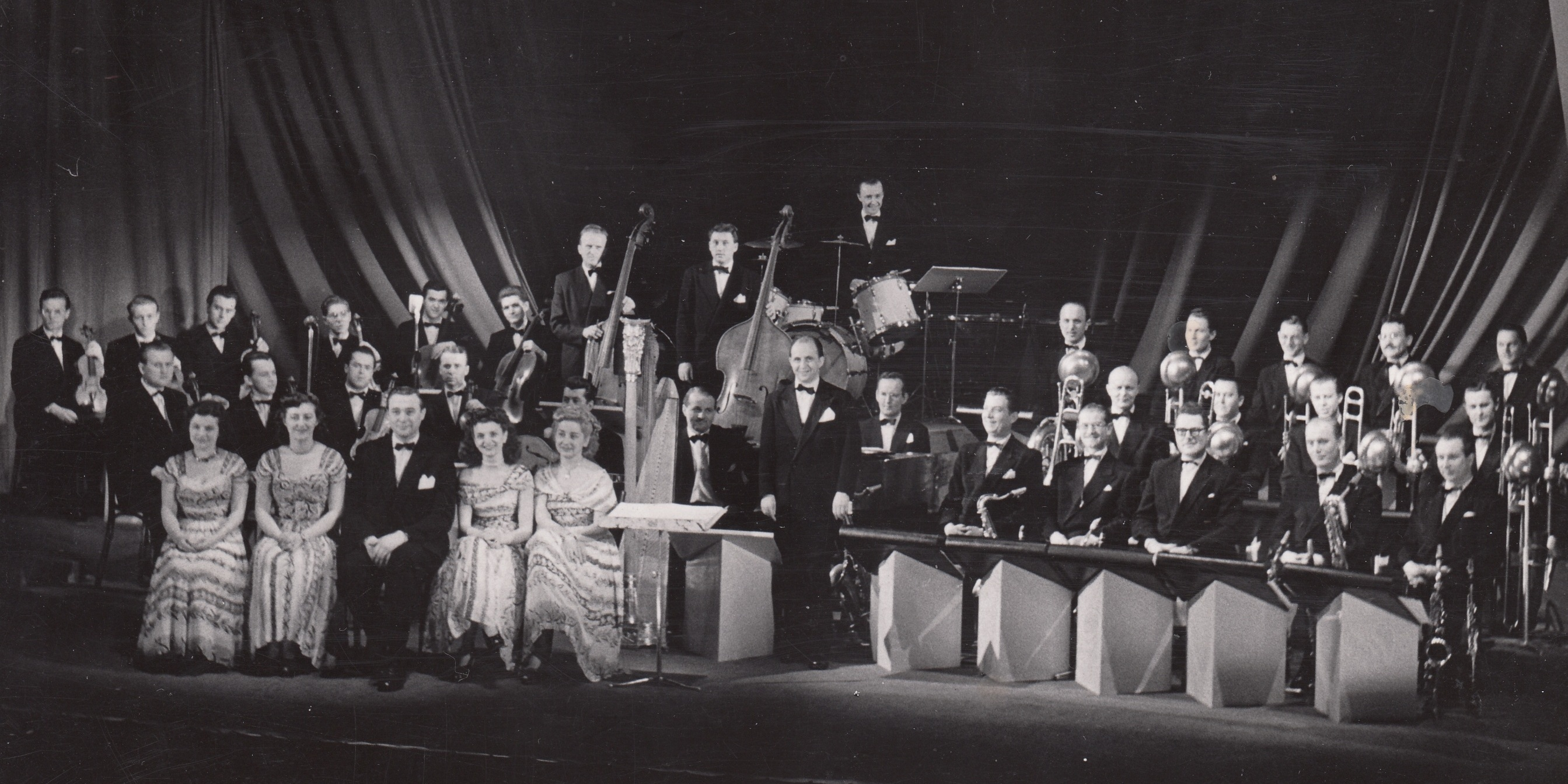
Orchestr Karla Vlacha se sestrami Allanovými, asi 1948

- Pod starou lucernou
- Šeříky
- Neodcházej
- Říkej mi to potichoučku
- Když jsem kytici vázala
- Šumění deště